# Miškovice
Miškovice (en allemand : Mischkowitz) est un quartier pragois situé dans le nord-est de la capitale tchèque, appartenant à l'arrondissement de Prague 19, d'une superficie de 266,7 hectares est un quartier de Prague. En 2018, la population était de 1 787 habitants.
Ce quartier est cité pour la première fois en 1436.Praha neznama, « Le village Miškovice », sur www.prahaneznama.cz, Praha Neznama, 3 mai 2014 (consulté le 10 octobre 2020).